# Ангола на летней Универсиаде 2013
Ангола на летней Универсиаде 2013 года была представлена 4 спортсменами в 2 видах спорта.

## Результаты

### Настольный теннис

#### Мужчины
| Соревнование     | Спортсмены                           | Предварительный этап                             | Предварительный этап                           | Предварительный этап                                     | Плей-офф                                                               | Плей-офф             | Плей-офф             | Плей-офф             | Плей-офф             | Плей-офф             | Итоговое место |
| Соревнование     | Спортсмены                           | Предварительный этап                             | Предварительный этап                           | Предварительный этап                                     | Первый раунд                                                           | Второй раунд         | Третий раунд         | Четвертьфинал        | Полуфинал            | Финал                | Итоговое место |
| Соревнование     | Спортсмены                           | Соперник Результат                               | Соперник Результат                             | Соперник Результат                                       | Соперник Результат                                                     | Соперник Результат   | Соперник Результат   | Соперник Результат   | Соперник Результат   | Соперник Результат   | Итоговое место |
| ---------------- | ------------------------------------ | ------------------------------------------------ | ---------------------------------------------- | -------------------------------------------------------- | ---------------------------------------------------------------------- | -------------------- | -------------------- | -------------------- | -------------------- | -------------------- | -------------- |
| Одиночный разряд | Антонио Лемос                        | Башир Хассан Камога (UGA) Поб. WO                | Антуан Хашар (FRA) Пор. 0:3 (5:11, 4:11, 4:11) | Тим Нгуен (AUS) Поб. 3:2 (9:11, 7:11, 11:8, 14:12, 11:0) | Мохамед Елбейали (EGY) Пор. 1:4 (3:11, 9:11, 7:11, 11:5, 4:11)         | Завершил выступление | Завершил выступление | Завершил выступление | Завершил выступление | Завершил выступление | 33             |
| Одиночный разряд | Херменигилдо Себастиао               | Янис Цирулис (LAT) Поб. 3:0 (11:6, 12:10, 13:11) | Чо Кюнхван (KOR) Пор. 0:3 (6:11, 6:11, 2:11)   | Кристиан Кобеш (SVK) Пор. 1:3 (4:11, 11:9, 9:11, 5:11)   | Завершил выступление                                                   | Завершил выступление | Завершил выступление | Завершил выступление | Завершил выступление | Завершил выступление |                |
| Парный разряд    | Херменигилдо Себастиао Антонио Лемос |                                                  |                                                |                                                          | Тологон Чотоев / Михаил Белоглазов (KGZ) Пор. 0:3 (8:11, 12:14, 10:12) | Завершил выступление | Завершил выступление | Завершил выступление | Завершил выступление | Завершил выступление | 33             |

### Шахматы

#### Мужчины
| Соревнование     | Спортсмены                    | Первый тур                             | Второй тур                               | Третий тур                           | Четвёртый тур                            | Пятый тур                                   | Шестой тур                           | Седьмой тур                                           | Восьмой тур                        | Девятый тур                     | Итог | Итог  |
| Соревнование     | Спортсмены                    | Соперник Счёт                          | Соперник Счёт                            | Соперник Счёт                        | Соперник Счёт                            | Соперник Счёт                               | Соперник Счёт                        | Соперник Счёт                                         | Соперник Счёт                      | Соперник Счёт                   | Счёт | Место |
| ---------------- | ----------------------------- | -------------------------------------- | ---------------------------------------- | ------------------------------------ | ---------------------------------------- | ------------------------------------------- | ------------------------------------ | ----------------------------------------------------- | ---------------------------------- | ------------------------------- | ---- | ----- |
| Одиночный разряд | Карлос Фернандес              | Баярсайхан Гундаваа (MGL) Пор. 0:1 (♘) | Семетей Тологон Тегин (KGZ) Поб. 1:0 (♞) | Асылбек Абдыжапар (KGZ) Пор. 0:1 (♘) | Марко Гаехлер (SUI) Пор. 0:1 (♞)         | Пурушоттам Чаулагайн (NEP) Нич. 0,5:0,5 (♘) | Рьосуке Нанжо (JPN) Нич. 0,5:0,5 (♞) | Хьюго Занотти Мендонка Каэтано (BRA) Нич. 0,5:0,5 (♘) | Хван Сунчэ (KOR) Нич. 0,5:0,5 (♞)  | Иван Саренач (SRB) Пор. 0:1 (♞) | 3    | 73    |
| Одиночный разряд | Эриксон Роберто Маурик Соарес | Андрей Баришполец (UKR) Пор. 0:1 (♞)   | Фарид Фирман Сях (INA) Пор. 0:1 (♘)      | Хуан Пабло Де Мэй (ARU) Поб. 1:0 (♞) | Винисиус Тине Мартинс (BRA) Пор. 0:1 (♘) | Оайтсе Деннис Кокоме (BOT) Нич. 0,5:0,5 (♞) | Дэвид Мукетси (BOT) Поб. 1:0 (♘)     | Милош Лапчевич (SRB) Пор. 0:1 (♘)                     | Канаме Сато (JPN) Нич. 0,5:0,5 (♞) | Хван Сунчэ (KOR) Пор. 0:1 (♘)   | 3    | 74    |